# Francisco López Gonzalvo
Francisco López Gonzalvo (Barcelona, 2 de setembre de 1958) va ser un ciclista català que fou professional entre 1982 i 1988. Durant la disputa de la Volta a Catalunya de 1984, va aconseguir vestir de líder durant una jornada.

## Palmarès

### Resultats a la Volta a Espanya
- 1984. 79è de la classificació general
- 1985. 100è de la classificació general
- 1988. Abandona